# هوم، قلمرو پایتختی استرالیا
هوم (به انگلیسی: Hume) یک حومه شهر در استرالیا است که در قلمرو پایتختی استرالیا واقع شده‌است.